# Chơi ngải 2
Chơi ngải 2 tiếng Thái: ลองของ hay  Long khong) là một bộ phim điện ảnh kinh dị Thái Lan 2005 của đạo diễn Kongkiat Khomsiri, Art Thamthrakul, Yosapong Polsap, Putipong Saisikaew, Isara Nadee, Pasith Buranajan và Seree Pongniti. Phim do Five Star Production phát hành.

## Phản hồi
Phim nhận được một điểm tươi từ Rotten Tomatoes và trên 65% khán giả thích bộ phim này. Theo đánh giá của nhà phê bình Johnny
Butan "phim rất tuyệt với những màu sắc nhân vật đa dạng và những cái chết thú vị 